# تالكجونت (تالڭجونت)
تالكجونت هي إحدى مشيخات المملكة المغربية، تتبع جغرافيا لإقليم تارودانت وإداريًا لتالڭجونت. يقدر عدد سكانها بـ 3658 نسمة حسب الإحصاء الرسمي للسكان والسكنى لسنة 2004.